# Sulzheim (Rajna-vidék-Pfalz)
Sulzheim település Németországban, Rajna-vidék-Pfalz tartományban. Lakosainak száma 1253 fő (2023. december 31.).

## Népesség
A település népességének változása:
| Lakosok száma | 635  | 1072 | 1111 | 1233 | 1247 | 1253 |
|               | 1975 | 2017 | 2019 | 2021 | 2022 | 2023 |